# امرأة لا لزوم لها
امرأة لا لزوم لها، أو امرأة غير ضرورية (بالإنجليزية: An Unnecessary Woman)‏ هي رواية باللغة الإنجليزية صدرت عام 2014 للكاتب اللبناني الأمريكي ربيع علم الدين، رُشحت لجائزة الكتاب الوطني للرواية، حصلت الرواية على جائزة دائرة نقاد الكتب الوطنية سنة 2014 وفازت بالميدالية الذهبية لجوائز الكتاب في كاليفورنيا، كما حصلت في 2016 على جائزة «فيمينا» لأفضل رواية مترجمة إلى الفرنسية، بعد أن تُرجمت إلى الفرنسية في 2016. وترجمها إلى اللغة العربية محمد علاء الدين، وصدرت عن عن دار «هاشيت أنطوان» في بيروت تحت عنوان «امرأة لا لزوم لها».

## قصة الرواية
تتحدث الرواية عن سيدة لبنانية تجاوزت السبعين من عمرها تدعى عليّا من مواليد بيروت، وتعيش فيها، ولم تغادرها مطلقاً. وتظل هذه السيدة تحاور نفسها وتتذكر ماضيها طوال الرواية، بدءاً من الشقة التي تعيش فيها، التي تقاسمتها مع زوجها الذي اقترنت به وهي في السادسة عشرة من عمرها، ثم انفصلا بعد أربع سنوات. تعمل بطلة الرواية ببيع الكتب، كما أنها مارست الترجمة لمدة خمسين سنة، حيث ترجمت إلى اللغة العربية أمهات الروايات العالمية ولأبرز كتّابها، لكنها لم تنشرها أبداً. كما يستعرض الكاتب ماضي بطلة الرواية خاصةً فترة الحرب الأهلية اللبنانية، وانعكاساتها على المجتمع والفرد.
يترجم صالح سرا روايات الأدب الغربي، مثل آنا كارنينا <i id="mwDg">وأوسترليتز</i> إلى العربية، ويشير باستمرار إلى مؤلفين مثل إيتالو كالفينو. في هذا السياق، تركز الرواية، من الناحية الموضوعية، على دور القارئ في إشراك الأدب وفحصه.  كما

## استقبال الرواية
وكان استقبال الرواية عمومًا إيجابي. بالرغم من أن التفاعل معها كان محدودًا نسبيًا. اهتمت عدد من النقاد بالرواية وتحليلها خاصةً تحليل شخصية بطلة الرواية، فقد وصفت ذي إندبندنت بطلة الرواية عليّا قائلة: «عليّا تحافظ على رفقة كتّابها: الأحياء والأموات أكثر رفقتها للبشر». وتصفها واشنطن بوست قائلة: «الأدب هو دين عليّا». وقالت الجارديان أن الرواية لها صوت «مرن» للغاية،  وتصفها أيضًا بـ «متعة أدبية حقيقية معقدة.»
وقام الناقد ستيف دونوجيو بتسمية الرواية بأنها «غريبة بلا حدود» ولكنها «أكثر ذكاءً» من رواية ربيع علم الدين الأخيرة «الحكواتي». بينما وصفها ناقد واشنطن بوست بأنها «ملحمة مثل سابقتها». بينما علقت الناقدة في جريدة ذي إندبندنت قائلة: «اقرأها مرة، اقرأها مرتين، اقرأ الكتب الأخرى لمدة عقد، ثم التقطها واقرأها من جديد..».

## وصلات خارجية
- الموقع الرسمي
 للكاتب.